# 南鲸属
南鲸属（学名：Notocetus）是鯊齒豚科的一属，化石發現於阿根廷、意大利和秘魯。

## 下属物种
本属包括以下物种：
- Diochotichus vanbenedeni (Moreno, 1892)[2]